# Кан-Оклер
Кан-Оклер — посёлок в Саянском районе Красноярского края. Входит в состав Орьевского сельсовета.

## История
Основан в 1912 году. В 1926 году деревня Оклир состояла из 28 хозяйств, основное население — русские. В административном отношении находилась в составе Вознесенского сельсовета Агинского района Канского округа Сибирского края.

## Население
| 1926 | 2010 |
| ---- | ---- |
| 142  | ↘90  |

## Улицы
В посёлке имеются две улицы: Лесная и Набережная. 